# توم سميث (لاعب اتحاد الرغبي أسترالي)
توم سميث (بالإنجليزية: Tom Smith)‏ هو لاعب اتحاد الرغبي أسترالي، ولد في 1893، وتوفي في 1965.